# گرهارت دماک
گرهارت دماک (آلمانی: Gerhard Domagk؛ تلفظ آلمانی: [ˈɡeːɐ̯haʁt]؛ زاده ۳۰ اکتبر ۱۸۹۵ درگذشته ۲۴ آوریل ۱۹۶۴) یک دانشمند در زمینه باکتری‌شناسی اهل آلمان بود. او بیشتر به خاطر کشف پرونتوسیل که اولین آنتی بیوتیکی بود که تجاری سازی و روانه بازار شد، شناخته شده است و به همین خاطر برنده جوایزی همچون جایزه نوبل فیزیولوژی و پزشکی شده است.